# Нимфис Хераклейски
Нимфис Хераклейски (на старогръцки: Νύμφις, Nymphis, † сл. 246 пр.н.е.) е древногръцки историк от Понт през първата половина на 3 век пр.н.е.
Нимфис, син на един Ксенагорас, е знатен гражданин на Хераклея Понтика. Той живее по времето на тиран Клеарх, синът на Амастрида, и последвалото управление на Лизимах в изгнание. Sлед смъртта на Лизимах (281 пр.н.е.) той се връща в родния си град. През 250 пр.н.е. той ръководи една делегация до галатите и успява да ги накара да напуснат територията на Хераклея.
Нимфис пише напълно изчезналата универсална история Περὶ Ἀλεξάνδρου καὶ τῶν Διαδόχων καὶ Ἐπιγόνων в 24 книги за Александър Велики, диадохите и техните наследници до започването на управлението на Птолемей III в Египет (246 пр.н.е.). Освен това той пише локалната история на град Хераклея Περὶ Ἡρακλείας в 13 книги. От нея съществуват днес някои фрагменти. Тя се ползва от Мемнон Хераклейски (1 век) в неговата история „За Хераклея“. Нимфис е ползван също от Плутарх, Атеней, също от Аполоний Родоски и неговите шолиасти.

## Издания
- Феликс Якоби: „Фрагменти от гръцките историци“ (FGrH) Nr. 432.
- Richard A. Billows: Nymphis. In: Brill’s New Jacoby (BNJ), Nr. 432